# 鳥取県立氷ノ山自然ふれあい館響の森

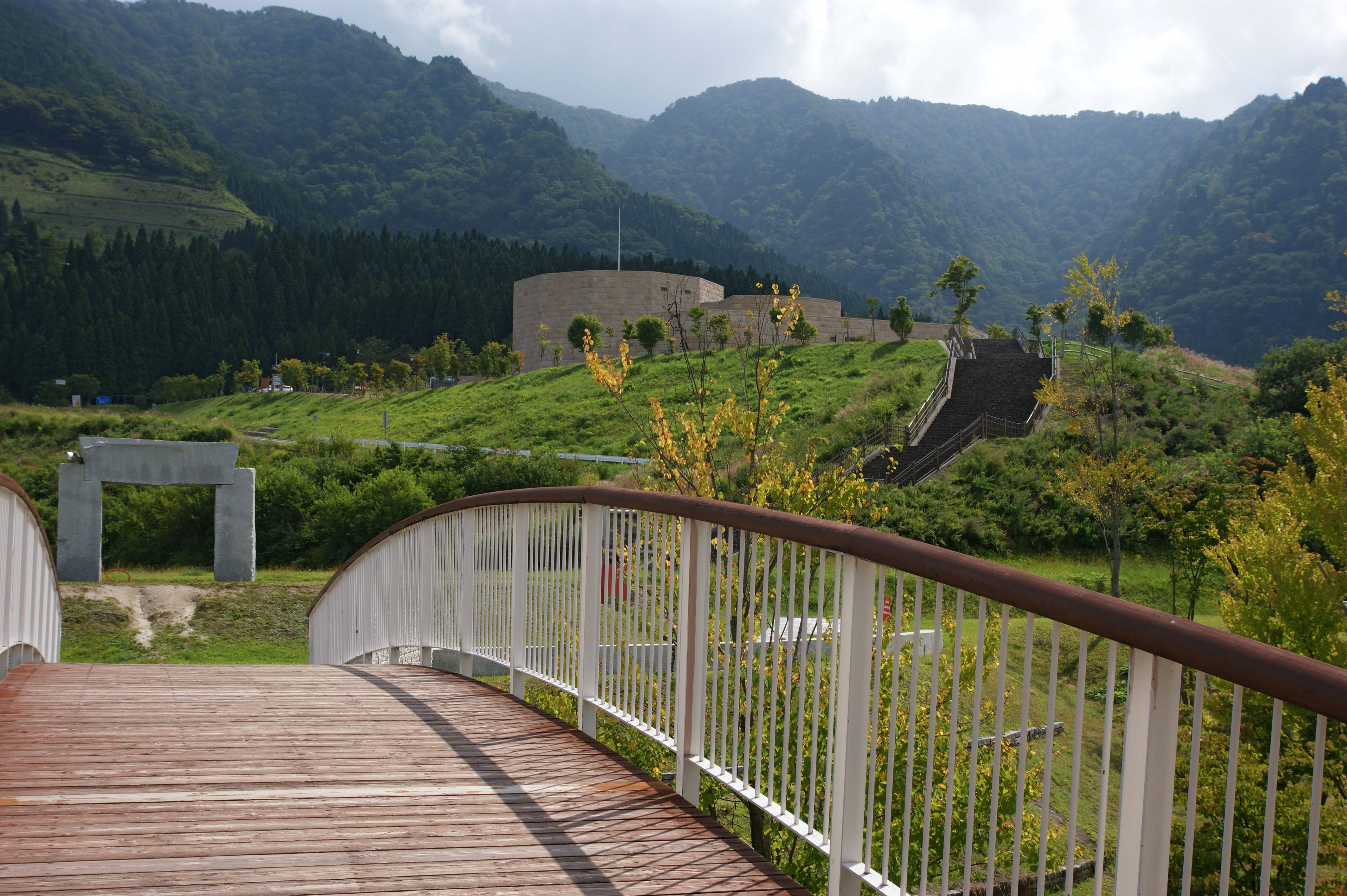
遠景、館の背後に氷ノ山の頂

鳥取県立氷ノ山自然ふれあい館 響の森（とっとりけんりつ ひょうのせんしぜんふれあいかん ひびきのもり）は鳥取県八頭郡若桜町にある自然系博物館。日本最大のジオラマでブナの森を再現する施設として知られる。

## 概要
ブナやナラの原生林に囲まれた氷ノ山西麓の標高900mに立地する自然系の博物館。
展示テーマは「氷ノ山の豊かな自然」で、いろんな角度から氷ノ山について展示紹介し、また屋外では自然観察会や雪上ハイキングをはじめ様々な自然体験プログラムを定期的に催している。

## マスコットキャラクター
森の妖精をモチーフとしたキャラクター。後述の「夜の森のジオラマ」、「森のサーカス」など施設内の至る所に造型されている。
- ノーム - 赤い尖がり帽子を被り、白い髭を生やした老人。本館のメインマスコットであり、案内役も担う。妻や娘と思しきキャラもいる。
- エルフ - 美しい姿の女性。「森のサーカス」では「キノコの胞子」など神秘的な分野の場所に設置されている。
- ドワーフ - やや肥満体の男性の姿をした妖精。地下で宝石を採掘する種族。
- ゴブリン - 姿がノームに酷似した悪知恵の働く黒い妖精。
- トロール - 白い野獣の姿をした怪人。ゴブリンと並んでノームたちの嫌われ者のようだが、凶暴性と比較して知能は低い。

## 展示施設
- 氷ノ山自然情報館 - 氷ノ山の地形地質および生息する動植物などの情報を展示
- 夜の森のジオラマ - 直径23m、高さ10m（面積415平方メートル、容積4,150立方メートル）という日本最大のジオラマ。2階入口から夜のブナの森の空中に巡らされた曲がりくねった通路を下った先は1階の「ノームの家」の入口になっている。10分周期で、照明の明暗で1日の経過を再現する（季節の設定は初夏）。
- ノームの家 - 妖精の部屋のジオラマ
- 森のサーカス
- イーグルスカイシアター - イヌワシの目で氷ノ山を観る映像プログラムを上映。コンサート会場にもなる。

## 主な自然体験プログラム
- 野外活動
  - 氷ノ山自然観察会
  - フィールドゲーム
  - クイズラリー
  - 雪上ハイキング
- 創作活動
  - 焼き杉細工
  - 押し花アート
  - 草木染
  - 化石のレプリカづくり

## 利用情報
- 開館時間 - 9時～17時
- 休館日
  - 4月～9月 - 月曜日
  - 10月・11月 - 月・火曜日
  - 12・1月 - 月～木曜日 年末年始（12/28～1/3）
  - 2月・3月 - 月～水曜日
  - なお、12月～3月は展示室閉鎖
- 入館無料

## 周辺
- わかさ氷ノ山自然ふれあいの里
  - わかさ氷ノ山キャンプ場
- 舂米棚田 - 棚田百選
- わかさ氷ノ山スキー場
- 氷ノ山高原の宿氷太くん

## 交通アクセス
- 若桜鉄道 若桜駅 より若桜町営バス「氷ノ山自然ふれあいの里」行で25分、終点下車徒歩すぐ